# Liste der Baudenkmäler in Happurg
Auf dieser Seite sind die Baudenkmäler in der mittelfränkischen Gemeinde Happurg zusammengestellt. Diese Tabelle ist eine Teilliste der Liste der Baudenkmäler in Bayern. Grundlage ist die Bayerische Denkmalliste, die auf Basis des Bayerischen Denkmalschutzgesetzes vom 1. Oktober 1973 erstmals erstellt wurde und seither durch das Bayerische Landesamt für Denkmalpflege geführt wird. Die folgenden Angaben ersetzen nicht die rechtsverbindliche Auskunft der Denkmalschutzbehörde.
 Diese Liste gibt den Fortschreibungsstand vom 16. April 2020 wieder und enthält 63 Baudenkmäler.

## Baudenkmäler nach Gemeindeteilen

### Happurg
| Lage | Objekt                                                      | Beschreibung | Akten-Nr.               | Bild                                  |
| --- | ----------------------------------------------------------- | --- | ----------------------- | ------------------------------------- |
| Ellenbacher Weg 1 (Standort)                                                                                  | Wohnstallhaus                                               | Zweigeschossiger giebelständiger Massivbau mit Satteldach, Mitte 19. Jahrhundert Scheune: stattlicher zweigeschossiger Massivbau mit Steildach und Hopfengauben, Mitte 19. Jahrhundert | D-5-74-128-2 Wikidata   | BW                                    |
| Ellenbacher Weg 2; Nähe Ellenbacher Weg (Standort)                                                            | Wohnstallhaus                                               | Zweigeschossiger massiver Steildachbau, 19. Jahrhundert Scheune: massiver Steildachbau, 19. Jahrhundert | D-5-74-128-3 Wikidata   | BW                                    |
| Fichtenweg 4 (Standort)                                                                                       | Ehemaliges Tagelöhnerhaus                                   | Zweigeschossiger Satteldachbau, Giebelfachwerk, 18./19. Jahrhundert | D-5-74-128-5 Wikidata   | BW                                    |
| Grabenstraße 6 (Standort)                                                                                     | Ehemaliges Wohnstallhaus                                    | Zweigeschossiger Kalksteinbau mit Satteldach, verputzt, bezeichnet „1766“ | D-5-74-128-7 Wikidata   | BW                                    |
| Happurger Bach; Hersbrucker Straße (Standort)                                                                 | Brücke über den Happach                                     | Zweibogige Dolomitsteinbrücke, um 1870 | D-5-74-128-63 Wikidata  | BW                                    |
| Hauptstraße 1 (Standort)                                                                                      | Wohnstallhaus                                               | Zweigeschossiger massiver Satteldachbau, Giebelfachwerk verputzt, 18. Jahrhundert | D-5-74-128-9 Wikidata   | Wohnstallhaus                         |
| Hauptstraße 2 (Standort)                                                                                      | Pfarrhaus                                                   | Zweigeschossiger Massivbau mit Satteldach und Zwerchhaus, im Kern 16./17. Jahrhundert | D-5-74-128-10 Wikidata  | Pfarrhaus                             |
| Hauptstraße 6 (Standort)                                                                                      | Ehemaliger Gasthof                                          | Zweigeschossiger, giebelständiger Fachwerkbau mit Steilsatteldach und Schopf sowie an der Westseite zweigeschossigem Walmdachanbau mit Ecklisenen, spätes 17. Jahrhundert/frühes 18. Jahrhundert, verändert 1920er Jahre; an der Westfassade Hauszeichen, Relief eines Schwarzen Rosses | D-5-74-128-66 Wikidata  | Ehemaliger Gasthof                    |
| Hauptstraße 8 (Standort)                                                                                      | Wohnhaus                                                    | Zweigeschossiger Sandsteinbau mit Zwerchhaus, Mitte 19. Jahrhundert | D-5-74-128-67 Wikidata  | Wohnhaus                              |
| Hauptstraße 9; Hauptstraße 19 (Standort)                                                                      | Ehemaliger von Tucherscher Herrensitz                       | Zweigeschossiger Satteldachbau mit Putzbänderung, 1702 (dendrochronologisch datiert) Stattliche Scheune: aus Kalksteinmauerwerk, 19. Jahrhundert Schlossgarten mit Resten der ehemaligen Einfriedungsmauer, 18./19. Jahrhundert | D-5-74-128-11 Wikidata  | Ehemaliger von Tucherscher Herrensitz |
| Hauptstraße 11 (Standort)                                                                                     | Ehemaliges Wohnstallhaus                                    | Zweigeschossiger Massivbau mit Satteldach, 19. Jahrhundert | D-5-74-128-12 Wikidata  | Ehemaliges Wohnstallhaus              |
| Hauptstraße 12 (Standort)                                                                                     | Ehemaliges Wohnstallhaus                                    | Straßenseitig zweigeschossiger Frackdachbau, 18./19. Jahrhundert | D-5-74-128-13 Wikidata  | BW                                    |
| Hersbrucker Straße 2 (Standort)                                                                               | Ehemaliges Gasthaus zum Grünen Baum                         | Zweigeschossiger Steildachbau, Fachwerk verputzt, 18./19. Jahrhundert Stadel: Satteldachbau mit Hopfenluken, 18./19. Jahrhundert | D-5-74-128-68 Wikidata  | BW                                    |
| Hersbrucker Straße 5; Nähe Pflegergasse; Hersbrucker Straße 5 a (Standort)                                    | Ehemaliges Wohnstallhaus                                    | Zweigeschossiger massiver Steildachbau, bezeichnet „1895“, im Kern 18. Jahrhundert Zwei Scheunen: jeweils Kalksteinbau mit Steilsatteldach und mit Fachwerkgiebel, 18. Jahrhundert | D-5-74-128-15 Wikidata  | BW                                    |
| Hersbrucker Straße 14 (Standort)                                                                              | Ehemaliges Bauernhaus                                       | Zweigeschossiger, traufseitiger Sandsteinquaderbau mit Satteldach und Fachwerkgiebel, klassizistische Haustür, an der rückwärtigen Traufseite zweigeschossiger Ziegelanbau mit Satteldach, im Kern 18. Jahrhundert, erweitert und verändert nach 1831 Scheune: giebelseitiger Bruchsteinbau mit Steilsatteldach und Fachwerkgiebel im Osten, nach 1831 | D-5-74-128-77           | BW                                    |
| Kainsbacher Straße 16 (Standort)                                                                              | Scheune                                                     | Fachwerkbau, 1824 (dendrochronologisch datiert); späterer Anbau | D-5-74-128-16 Wikidata  | BW                                    |
| Kainsbacher Straße 19 (Standort)                                                                              | Ehemaliges Wohnstallhaus                                    | Eingeschossiger massiver Satteldachbau, im Kern 18. Jahrhundert | D-5-74-128-17 Wikidata  | BW                                    |
| Kirchgasse 8 (Standort)                                                                                       | Ehemalige Scheune eines früheren Mühlenanwesens             | Stattlicher zweigeschossiger Satteldachbau mit Fachwerkobergeschoss, zweite Hälfte 19. Jahrhundert | D-5-74-128-65 Wikidata  | BW                                    |
| Marktplatz 3; Kirchgasse 1 (Standort)                                                                         | Evangelisch-lutherische Pfarrkirche St. Maria und St. Georg | Polygonaler, gewölbter Ostchor, Langhaus und Turm im Kern zweite Hälfte 14. Jahrhundert, Turmobergeschoss mit Pyramidendach Ende 15. Jahrhundert, Langhaus mit Mansarddach umgebaut und erhöht 1781/82; mit Ausstattung Ehemalige Friedhofbefestigung: Teile der Mauer sowie das Osttor (Kirchgasse 1) erhalten, im Kern 14./15. Jahrhundert | D-5-74-128-22 Wikidata  | weitere Bilder                        |
| Marktplatz 4 (Standort)                                                                                       | Ehemaliges Kantorhaus, jetzt Wohnhaus                       | Zweigeschossiger massiver Walmdachbau, 18./19. Jahrhundert | D-5-74-128-24 Wikidata  | BW                                    |
| Marktplatz 5 (Standort)                                                                                       | Wohnhaus                                                    | Zweigeschossiger Massivbau mit Zwerchhaus, Mitte 19. Jahrhundert Scheune: zweigeschossiger Massivbau mit Fachwerk, wohl 19. Jahrhundert Einfriedung: Pfeilergitterzaun, wohl Ende 19./Anfang 20. Jahrhundert | D-5-74-128-23 Wikidata  | Wohnhaus                              |
| Obere Mühlstraße 1 (Standort)                                                                                 | Ehemaliges Wohnstallhaus                                    | Zweigeschossiger giebelständiger Massivbau mit Satteldach und rückwärtigem Fachwerkgiebel, 18. Jahrhundert | D-5-74-128-25 Wikidata  | BW                                    |
| Obere Mühlstraße 3 (Standort)                                                                                 | Ehemalige Mühle, sogenannte Obermühle                       | Zweigeschossiger langgestreckter Satteldachbau mit reichem Fachwerkgiebel, erste Hälfte 18. Jahrhundert | D-5-74-128-26 Wikidata  | BW                                    |
| Pflegergasse 1 (Standort)                                                                                     | Ehemalige Gerichtsschreiberei                               | Zweigeschossig, Kalkstein, rückwärtiger Giebel Fachwerk, im Kern um 1556/57, umgebaut Anfang 18. Jahrhundert Zwei Scheunen mit Fachwerkgiebeln: 18. Jahrhundert | D-5-74-128-27 Wikidata  | BW                                    |
| Reckenbergweg, unter der Houbirg und dem vorgeschichtlichen Ringwall (Standort)                               | Doggerwerk                                                  | Stollenanlage von ca. 3,4 Kilometer Stollenlänge mit 8 Stollenmündern A–H, gitterförmiger Grundriss mit Längs- und Querstollen, verschiedenen Querschnitten und unterschiedlichen Ausbaustufen, nach Gesamtplanung Büro Herbert Rimpl (Hermann-Göring-Werk-Wien), 1944/45 mit Häftlingen des KZ-Außenlagers Hersbruck ausgeführt Im Außengelände Baustellenspuren wie Betonfundamente für Arbeitsseilbahn, Trassen der Feldeisenbahn für Kipploren und Abraumhalden | D-5-74-128-69 Wikidata  | weitere Bilder                        |
| Schnellerleite (Standort)                                                                                     | Wegbrunnen                                                  | Brunnen mit runder Einfassung, aus Dolomit und Kalkstein, 1850 Sandsteinmauer, 1850 | D-5-74-128-74 Wikidata  | BW                                    |
| Schöffenstraße 4 (Standort)                                                                                   | Wohnhaus                                                    | Zweigeschossiger Natursteinbau mit Satteldach, verputzt, 18. Jahrhundert, erweitert wohl erste Hälfte 19. Jahrhundert | D-5-74-128-72 Wikidata  | BW                                    |
| Untere Bachgasse 1 (Standort)                                                                                 | Ehemaliges Wohnstallhaus                                    | Zweigeschossiger Giebelbau mit Steilsatteldach, Obergeschoss und Giebelfachwerk verputzt, erstes Drittel 19. Jahrhundert | D-5-74-128-28 Wikidata  | BW                                    |
| Untere Bachgasse 6 (Standort)                                                                                 | Ehemaliges Wohnstallhaus                                    | Eingeschossiger massiver Satteldachbau mit reichem Fachwerkgiebel, Anfang 18. Jahrhundert | D-5-74-128-30 Wikidata  | BW                                    |
| Untere Mühlstraße 1 (Standort)                                                                                | Gasthaus                                                    | Zweigeschossiger massiver Eckbau mit Satteldach und mittigem Zwerchhaus, Korbbogenportal mit biedermeierlicher Tür, 18./19. Jahrhundert Nebengebäude: massiver Mansarddachbau, im Kern erstes Drittel 19. Jahrhundert, Umbau bezeichnet „1932“ Scheune: Kalksteinbau mit Steildach, 18./19. Jahrhundert | D-5-74-128-31 Wikidata  | BW                                    |
| Untere Mühlstraße 4 (Standort)                                                                                | Ehemaliges Wohnstallhaus                                    | Zweigeschossiger Massivbau mit Steildach, 19. Jahrhundert | D-5-74-128-32 Wikidata  | BW                                    |
| Unterm Haag (Standort)                                                                                        | Gedenkstätte für die Opfer des KZ Hersbruck                 | Gedenkkreuz und Gruft, 1955 südöstlich oberhalb des Stausees errichtet | D-5-74-128-70 Wikidata  | BW                                    |
| Weiherweg 1 b (Standort)                                                                                      | Ehemalige Scheune                                           | Fachwerkbau, frühes 18. Jahrhundert | D-5-74-128-73 Wikidata  | BW                                    |
| Die Ebne; Fäulenweg in der Ebne, im Gemeindegebiet von Pommelsbrunn beim ehemaligen Ortsteil Höfen (Standort) | Bahntrasse                                                  | Reichsbahntrasse mit rundbogigem Betonviadukt, 1944/45 zum Anschluss des Doggerwerks an die Eisenbahnstrecke Nürnberg-Oberpfalz begonnen | D-5-74-147-105 Wikidata | BW                                    |

### Aicha
| Lage                         | Objekt                   | Beschreibung | Akten-Nr.              | Bild    |
| ---------------------------- | ------------------------ | --- | ---------------------- | ------- |
| Aicha 2; In Aicha (Standort) | Ehemaliges Wohnstallhaus | Eingeschossiger Kalksteinbau, verputzt, mit Giebelfachwerk, spätes 18. Jahrhundert/frühes 19. Jahrhundert Nebengebäude: Bruchstein, 19. Jahrhundert | D-5-74-128-35 Wikidata | BW      |
| Aicha 13 (Standort)          | Scheune                  | Fachwerkbau mit Satteldach, Mitte 19. Jahrhundert                                                                                                   | D-5-74-128-38 Wikidata | BW      |
| In Aicha (Standort)          | Scheune                  | Fachwerkbau, Anfang 18. Jahrhundert | D-5-74-128-37 Wikidata | Scheune |

### Deckersberg
| Lage                                      | Objekt                   | Beschreibung | Akten-Nr.              | Bild           |
| ----------------------------------------- | ------------------------ | --- | ---------------------- | -------------- |
| Deckersberg 10 (Standort)                 | Wohnstallhaus            | Eingeschossiger verputzter Massivbau mit Steilsatteldach und Schopf, 18. Jahrhundert, rückwärtiger Giebel bezeichnet „1842“ | D-5-74-128-41 Wikidata | weitere Bilder |
| Deckersberg 12; Deckersberg 13 (Standort) | Wohnstallhaus            | Eingeschossiger Satteldachbau mit Fachwerkgiebel und rückwärtigem Fachwerk-Zwerchhaus, 18. Jahrhundert, Zwerchhaus wohl spätes 19. Jahrhundert/frühes 20. Jahrhundert Scheune: Fachwerkbau mit Satteldach, wohl 18. Jahrhundert | D-5-74-128-42 Wikidata | weitere Bilder |
| Deckersberg 25 (Standort)                 | Ehemaliges Wohnstallhaus | Zweigeschossiger Satteldachbau, Obergeschoss und Giebel Fachwerk, 19. Jahrhundert | D-5-74-128-43 Wikidata | BW             |
| Deckersberg 52 (Standort)                 | Ehemaliges Wohnstallhaus | Eingeschossiger massiver Steildachbau mit Schopf, 18. Jahrhundert Schafstall: wohl 18./19. Jahrhundert | D-5-74-128-40 Wikidata | weitere Bilder |

### Förrenbach
| Lage                            | Objekt                                                      | Beschreibung | Akten-Nr.              | Bild           |
| ------------------------------- | ----------------------------------------------------------- | --- | ---------------------- | -------------- |
| Kirchplatz 8 (Standort)         | Evangelisch-lutherische Pfarrkirche St. Johannes der Täufer | Spätklassizistischer Saalbau mit Flachsatteldach, eingezogenem, halbrundem und rechteckigem Fassadenturm mit Flachsatteldach, aus gelben Sandsteinquadern, nach Plan des Klenzeschülers Schulz, 1828–39; mit Ausstattung | D-5-74-128-47          | weitere Bilder |
| Seer Straße 7 (Standort)        | Wohnstallhaus                                               | Eingeschossiger traufseitiger Steildachbau, Bruchstein verputzt, 18. Jahrhundert Scheune: Fachwerkbau auf Steinsockel und Steilsatteldach, 18. Jahrhundert                                                               | D-5-74-128-45 Wikidata | weitere Bilder |
| Thalheimer Straße 27 (Standort) | Ehemaliges Wohnstallhaus                                    | Eingeschossiger Satteldachbau mit Fachwerkgiebel, bezeichnet „1717“ | D-5-74-128-44 Wikidata | BW             |

### Gotzenberg
| Lage                                                | Objekt | Beschreibung                       | Akten-Nr.             | Bild |
| --------------------------------------------------- | ------ | ---------------------------------- | --------------------- | ---- |
| Am Kreuzweg, am Kirchenweg nach Thalheim (Standort) | Marter | Reste einer Martersäule, Kalkstein | D-5-74-128-1 Wikidata | BW   |

### Kainsbach
| Lage                       | Objekt                               | Beschreibung | Akten-Nr.              | Bild           |
| -------------------------- | ------------------------------------ | --- | ---------------------- | -------------- |
| Am Kirchberg 11 (Standort) | Evangelisch-lutherische Filialkirche | Mittelalterliche Chorturmanlage, Langhaus mit Satteldach, Rechteckturm mit Pyramidendach, im Kern 14. Jahrhundert, Erneuerungen bezeichnet „1708“ und „1825“; mit Ausstattung | D-5-74-128-48 Wikidata | weitere Bilder |
| Dorfstraße 23 (Standort)   | Scheune                              | Fachwerkbau mit Satteldach, 18. Jahrhundert, erweitert | D-5-74-128-49 Wikidata | BW             |
| Dorfstraße 31 (Standort)   | Nebengebäude                         | Zweigeschossiger Satteldachbau mit Fachwerkobergeschoss, im Innern bezeichnet „1821“                                                                                          | D-5-74-128-50 Wikidata | weitere Bilder |

### Mosenhof
| Lage                             | Objekt                    | Beschreibung                                                                                                   | Akten-Nr.              | Bild           |
| -------------------------------- | ------------------------- | --- | ---------------------- | -------------- |
| Mosenhof 5 (Standort)            | Ehemaliges Tagelöhnerhaus | Eingeschossiger Massivbau mit Satteldach und Fachwerkgiebel, 1811                                              | D-5-74-128-52 Wikidata | weitere Bilder |
| Mosenhof 6; Kainsbach (Standort) | Mühle                     | Wohnhaus:, zweigeschossiger massiver Satteldachbau, im Kern 18. Jahrhundert Mühlkanal: 18./19./20. Jahrhundert | D-5-74-128-53 Wikidata | BW             |
| Mosenhof 10 (Standort)           | Scheune                   | Fachwerkbau mit Satteldach und holzverschaltem Giebel, frühes 19. Jahrhundert                                  | D-5-74-128-51 Wikidata | weitere Bilder |

### Reicheneck
| Lage                                                                                     | Objekt          | Beschreibung | Akten-Nr.              | Bild           |
| ---------------------------------------------------------------------------------------- | --------------- | --- | ---------------------- | -------------- |
| Oberes Reicheneck 4 (Standort)                                                           | Burgruine       | Mauerreste der Burganlage des 12./13. Jahrhunderts und der Nürnberger Amtsburg der zweiten Hälfte 16. Jahrhundert (abgetragen 1807) Ehemaliges äußeres Torhaus, jetzt Wohnhaus: zweigeschossiger Satteldachbau, Kalkbruchsteinmauerwerk, zweite Hälfte 16. Jahrhundert | D-5-74-128-54 Wikidata | weitere Bilder |
| Oberes Reicheneck 5; Oberes Reicheneck 8; Oberes Reicheneck 9, im Burggelände (Standort) | Wohnstallhäuser | Kleine eingeschossige Wohnstallhäuser, massiv, verputzt, Mitte 19. Jahrhundert | D-5-74-128-55 Wikidata | BW             |

### Schupf
| Lage                                                        | Objekt                                      | Beschreibung | Akten-Nr.              | Bild           |
| ----------------------------------------------------------- | ------------------------------------------- | --- | ---------------------- | -------------- |
| Am Himmel, nördlich Schupf bzw. Molsberg im Wald (Standort) | Gedenkstätte für die Opfer des KZ Hersbruck | Großer urnenartiger Gedenkstein auf Stufensockel, niedrige Einfriedungsmauer, 1950 errichtet | D-5-74-128-71 Wikidata | weitere Bilder |
| Schupf 13 (Standort)                                        | Bauernhof, sogenannter Kratzerhof           | Wohnstallhaus: eingeschossiger Massivbau mit Steilsatteldach, Putzgliederung und Trockenluken, Mitte 17. Jahrhundert Scheune: eingeschossiger Massivbau mit Steilsatteldach, verbrettertem Fachwerkgiebel und giebelseitig drei Korbbogenzufahrten, 17./19. Jahrhundert Ehemaliges Gesindehaus: zweigeschossiger Satteldachbau mit Erdgeschoss aus Kalkbruchstein und Fachwerkobergeschoss, wohl 19. Jahrhundert | D-5-74-128-64 Wikidata | BW             |

### Thalheim
| Lage                                                      | Objekt                                                                 | Beschreibung | Akten-Nr.              | Bild           |
| --------------------------------------------------------- | ---------------------------------------------------------------------- | --- | ---------------------- | -------------- |
| Am Schloss 2 (Standort)                                   | Schlosskirche, evangelisch-lutherische Filialkirche St. Peter und Paul | Saalbau mit Mansarddach und eingezogenem Polygonalchor, erste Hälfte 15. Jahrhundert, Umbau 1754; mit Ausstattung                                               | D-5-74-128-57 Wikidata | weitere Bilder |
| Am Schloss 4 (Standort)                                   | Schloss                                                                | Zweigeschossiger Walmdachbau mit polygonalem Treppenturm, 1709–13 nach Plan von Johann Ulrich Mösel; mit Ausstattung Schlossmauer mit Portal, bezeichnet „1721“ | D-5-74-128-58 Wikidata | weitere Bilder |
| Am Schloss 8; Am Schloss 10 (Standort)                    | Wohnstallhaus                                                          | Zweigeschossiger Steildachbau mit verputztem Fachwerkgiebel, spätes 18./frühes 19. Jahrhundert                                                                  | D-5-74-132-1 Wikidata  | BW             |
| Im Felsen 5 (Standort)                                    | Wohnhaus                                                               | Dreigeschossiger Massivbau, spätes 18. Jahrhundert | D-5-74-128-60 Wikidata | BW             |
| Rohrbach; Aichinger Wiesen; Häubel; Wasserberg (Standort) | Wiesenbewässerungsanlage                                               | Fünf Stauwehre entlang des Rohrbachs zwischen Thalheim und Förrenbach, Schützenwehranlagen mit Widerlagern aus Dolomit, um 1870                                 | D-5-74-128-75 Wikidata | BW             |

### Vorderhaslach
| Lage                       | Objekt                   | Beschreibung                                                                  | Akten-Nr.              | Bild           |
| -------------------------- | ------------------------ | ----------------------------------------------------------------------------- | ---------------------- | -------------- |
| Vorderhaslach 1 (Standort) | Ehemaliges Wohnstallhaus | Eingeschossiger massiver Steildachbau, mit Hopfengauben, wohl 19. Jahrhundert | D-5-74-128-61 Wikidata | BW             |
| Vorderhaslach 4 (Standort) | Tagelöhnerhaus           | Eingeschossiger Bruchsteinbau mit Satteldach und Fachwerkgiebel, um 1817      | D-5-74-128-62 Wikidata | weitere Bilder |

## Ehemalige Baudenkmäler
In diesem Abschnitt sind Objekte aufgeführt, die früher einmal in der Denkmalliste eingetragen waren, jetzt aber nicht mehr. Objekte, die in anderem Zusammenhang also z. B. als Teil eines Baudenkmals weiter eingetragen sind, sollen hier nicht aufgeführt werden. Aktennummern in diesem Abschnitt sind ehemalige, jetzt nicht mehr gültige Aktennummern.

| Lage                                 | Objekt                   | Beschreibung | Akten-Nr.              | Bild |
| ------------------------------------ | ------------------------ | --- | ---------------------- | ---- |
| Happurg Ellenbacher Weg 3 (Standort) | Ehemaliges Wohnstallhaus | Obergeschoss und Giebelfachwerk verputzt, 19. Jahrhundert | D-5-74-128-4 Wikidata  | BW   |
| Happurg Hauptstraße 6 (Standort)     | Ehemaliges Wohnstallhaus | Steildachbau mit reichem Giebelfachwerk, 18. Jahrhundert | D-5-74-128-34 Wikidata | BW   |
| Aicha Aicha 6 (Standort)             | Wohnstallhaus            | Zweigeschossiger, verputzter Satteldachbau, rückwärtig verputzter Fachwerkgiebel, spätes 18. Jahrhundert/frühes 19. Jahrhundert Scheune: Fachwerkbau mit Satteldach, gleichzeitig, später erweitert | D-5-74-128-36 Wikidata | BW   |